# 小林俊三
小林 俊三（こばやし しゅんぞう、1888年（明治21年）6月3日 - 1982年（昭和57年）6月3日）は、日本の昭和時代の最高裁判所判事、弁護士（第二東京弁護士会所属）。

## 来歴
東京出身。1914年（大正3年）に東京帝国大学法科大学法律学科（独法）を卒業後、いったん会社員になったが、1年10ヶ月で退社して弁護士となる。1941年（昭和16年）、ゾルゲ事件の尾崎秀実の官選弁護人を務めた。太平洋戦争における日本の降伏に伴う極東国際軍事裁判（東京裁判）では松岡洋右の弁護人を務めた。「検事、弁護士をした後に裁判官になるのが最も望ましい」と主張する法曹一元化論者であった。
1947年（昭和22年）10月に東京高等裁判所長官に就任。1951年（昭和26年）10月に最高裁判所判事に就任。在任中は政令325号事件、農地改革事件、三鷹事件、帝銀事件、チャタレー事件などに関与した。
1958年（昭和33年）6月 定年退官。その後2年間、日本法律家協会会長を務めた。
健康に恵まれ、90歳を過ぎても、東京都世田谷区の自宅から電車を乗り継いで霞が関まで来ていた。
1982年（昭和57年）6月3日に東京慈恵会医科大学附属病院で、肺炎のため94歳で死去。
戦前、短歌結社「春草会」へ共に参加していた竹久夢二（1884年～1834年）と親交があり、夢二から贈られた日本画2点『白桃や』『南枝王春』が遺族により2024年（令和6年）6月に竹久夢二美術館に寄託された。

## 著書
- 『私の会った明治の名法曹物語』日本評論社、1973年